# J-Game
Albums de Jolin Tsai
J9
(2004) J1 Live Concert
(2005)
Albums par Jolin Tsai
Castle
(2004) Dancing Diva
(2006)
J-Game est le septième album de la chanteuse Jolin Tsai, sortie le 25 avril 2005 sous le label Sony Music.

## Liste des titres
| No  | Titre                                                                           | Durée |
| --- | ------------------------------------------------------------------------------- | ----- |
| 1.  | Intro                                                                           | 0:42  |
| 2.  | Ye Man You Xi (野蠻遊戲, J-Game)                                                | 3:52  |
| 3.  | Xu Yuan Chi De Xi La Shao Nu (許願池的希臘少女, Greek Girl by the Wishing Pond) | 3:11  |
| 4.  | Tian Kong (天空, Sky)                                                           | 4:38  |
| 5.  | Zheng yi zhi yan Bi yi zhi yan (睜一隻眼 閉一隻眼, Overlooking Purposely)       | 3:00  |
| 6.  | Fan fu ji hao (反覆記號, Repeated Note)                                         | 4:26  |
| 7.  | Suan tian (酸甜, Sweet and Sour)                                                | 4:31  |
| 8.  | Oh Oh                                                                           | 3:09  |
| 9.  | Du zhan shen hua (獨佔神話, Exclusive Myth)                                     | 4:11  |
| 10. | Zhui sha qiu bi te (追殺邱比特, Hunting Cupid)                                  | 3:21  |
| 11. | Hao xiang ni (好想你, Missing You)                                              | 3:55  |